# Yogita Bihani

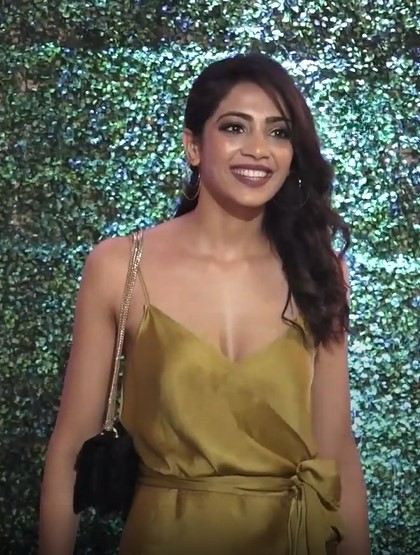
Yogita Bihani

Yogita Bihani (Hindi योगिता बिहानी Yogitā Bihānī; * 7. August 1995 in Bikaner) ist eine indische Schauspielerin.

## Leben und Karriere
Bihani wurde in Bikaner geboren und später in Delhi auf. Sie besuchte die Sumermal Jain Public School und erwarb von 2012 bis 2015 einen Abschluss in Informatik an der Universität Delhi. Nach ihrem Abschluss arbeitete Bihani zunächst in verschiedenen Positionen im Bereich Vertrieb und Marketing, unter anderem bei der Pratham Education Foundation und dem Softwareunternehmen Trilyo in Mumbai. 2017 nahm sie an der Reality-TV-Show Femme Foodies teil. Ihr Durchbruch gelang ihr 2018, als sie für die dritte Staffel der Spielshow Dus Ka Dum auftrat.
Von 2018 bis 2020 belegte sie in der Serie Dil Hi Toh eine der Hauptrollen. Außerdem war sie in den Filmen AK vs Ak, Vikram Vedha und The Kerala Story zu sehen.

## Filmografie
Filme
- 2020: AK vs AK
- 2021: Date Aaj Kal
- 2022: Vikram Vedha
- 2023: The Kerala Story

Serien
- 2018–2020: Dil Hi Toh Hai
- 2019: Kavach

Sendung
- 2017: Femme Foodies
- 2018: 0 Ka Dum